# جمعة اللامي
جمعة عجيل درويش راشد اللامي (1 يوليو 1947 - 17 أبريل 2025) هو كاتب وروائي عراقي.

## حياته ومسيرته
جمعة عجيل درويش راشد اللامي، ولد في لواء العمارة، مركز محافظة ميسان في 1 يوليو 1947، انتقل إلى بغداد نهاية عام 1959. عمل رئيس تحرير لمجلّة «وعي العمّال» ومدير تحرير لمجلّة «ألف باء» في بغداد.
حكم عليه بالسجن 12 عاما سنة 1963 بسبب انتمائه إلى الحزب الشيوعي العراقي، قضى منها ست سنوات متواصلة في أغلب سجون ومعتقلات العراق. غادر العراق عام 1979 واستقر في مدينة الشارقة بالإمارات العربية المتحدة منذ سنة 1980. شغل مناصب عدة في صحيفة الخليج وصحيفة الاتحاد. ورئيس مركز الشارقة – ميسان العالمي للحوار والتنمية الثقافية، وعمل كاتباً متفرغاً في جريدة «الخليج».

## مؤلفاته[6]
- من قتل حكمة الشامي، 1976م، مجموعة قصص قصيرة.
- اليشن، 1968م، مجموعة قصص قصيرة.
- الثلاثيات، 1979م، مجموعة قصص قصيرة.
- التراجيديا العراقية - مختارات.
- المقامة اللامية، 1999م، رواية.
- مجنون زينب، 1998م، رواية.
- عيون زينب، رواية.
- الثلاثية الأولى، 2000م، رواية.
- على الدرب - قصص قصيرة.
- عبد الله بن فرات - نصوص.
- أشواق السيدة البابلية - نصوص.
- الحرية والثقافة - نصوص في حرية الضمير.

### أعمال الروائية[7]
- ابن ميسان في عزلته ـ شعر
- ذاكرة المستقبل ـ الحرية والثقافة
- ذاكرة المستقبل ـ مقابسات الشارقة
- دفتر الشارقة – 1 : ابن ميسان في عزلته... نصوص شعرية
- دفتر الشارقة – 2 : مدينة الحكمة؛ بوابة الكلمة... يوميات ثقافية في شخصية المكان
- كتاب الكائنات: التاريخ الشخصي للشجعان والقتلة

### بحوث
- زايد: حلم مأرب: دراسة ثقافية تاريخية في الشخصية العربية
- الإبل في الإمارات العربية المتحدة: دراسة ثقافية تاريخية أدبية انثروبولوجية
- المسألة الفلاحية في العراق: بحث في الاقتصاد السياسي للريف العراقي
- قضية ثورة: الصراع والوحدة في منظمة التحرير الفلسطينية

## جوائز[8]
- حصل على الجائزة الأولى في القصة القصيرة من المؤتمر الأول للكتاب الشباب ـ بغداد 1977.
- حصل على جائزة السلطان قابوس للإبداع الثقافي في القصة القصيرة عام 2006م.
- قلادة بغداد للإبداع سنة 2011؛ وجائزة العنقاء الذهبية الدولية عام 2007م.